# Hugo Rodríguez
Hugo Rodríguez (Buenos Aires, 27 giugno 1958) è un regista cinematografico e produttore cinematografico argentino naturalizzato messicano.

## Biografia
Nato a Buenos Aires, nel 1981 è emigrato in Messico dove si è stabilito a vivere, ottenendo in seguito la cittadinanza. Come regista esordì nel 1994 con En medio de la nada, che ottenne due nomination (miglior attrice e migliori effetti speciali) agli Ariel Awards del 1995. Nel 2003 raggiunse la fama internazionale con il film Nicotina che vinse cinque Silver Ariel e fu distribuito negli USA e in Europa.

## Filmografia

### Regista
- En medio de la nada  (1994)
- Nicotina (2003)
- La leyenda de las arcas (2010)
- La Leyenda del Tesoro (2011)